# メリーゴーランド (漫画)
『メリーゴーランド』は、八木ちあきによる日本の漫画作品。『なかよし』（講談社）にて1994年4月号から1995年5月号まで連載された。全14話。そのほか、同誌1995年8月号増刊『なかぞう』に番外編が掲載された。単行本は同社の講談社コミックスなかよしより全3巻が刊行された。教師と生徒との関係を描いた恋愛漫画である。

## 書誌情報
- 八木ちあき『メリーゴーランド』講談社〈講談社コミックスなかよし〉、全3巻
  1. 1994年12月6日第1刷発行、ISBN 4-06-178792-6[1]
  2. 1995年4月6日第1刷発行、ISBN 4-06-178802-7[2]
  3. 1995年11月6日第1刷発行、ISBN 4-06-178818-3[3]

  - 3巻には番外編の「Special -はるか17歳・夏-」が併録されている。